# پرش سگ من (فیلم)
سگ من اسکیپ (به انگلیسی: My Dog Skip) فیلمی محصول سال ۲۰۰۰ و به کارگردانی جی راسل است. در این فیلم بازیگرانی همچون فرانکی میونیز، دایان لین، لوک ویلسون، کوین بیکن، کودی لینلی، کیتلین واکس، هری کانیک جونیور، کلینت هاوارد ایفای نقش کرده‌اند.

## داستان
داستان فیلم در مورد یک پسر بچهٔ خجالتی است که دوران کودکی اش را در کنار سگ دوست داشتنی اش «اسکیپ» سپری می‌کند و بزرگ می‌شود…